# 吴研因

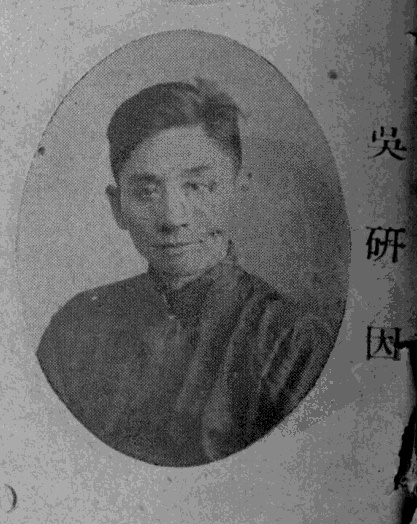

吴研因（1886年—1975年7月13日），原名辇瀛，江苏江阴人，中国近代教育家，中国现代小学语文教育的先驱。

## 生平
吴研因1903年入读上海半淞园师范讲习所，1906年毕业于上海龙门师范学校。此后曾任江阴市立九校单级部主任、上海商务印书馆国文部编辑等职。他编写过《新学制小学国语教科书》、《小学历史自习书》等小学教材。1924年前往南京，后出任教育部初等教育司司长。1941年前往菲律宾担任华侨教育专员。回国后继续担任初等教育司司长。
中华人民共和国成立后，吴研因历任教育部初等教育司司长、中学教育司司长、教育科学研究所教学法组组长等。他曾主持了小学教育体制改革，领导了《小学工作条例四十条》、《小学生守则》的制订。此外，他还是中国民主促进会中央常委，第二、三届全国政协委员，第四届全国政协常委。1975年在北京逝世。

## 家庭
其子吴增芥亦为著名教育家。